# Сто франков «Синяя»
Сто франков Синяя — французская банкнота, эскиз которой разработан 8 января 1863 года и выпускалась Банком Франции с 3 августа 1863 года до замены на банкноту сто франков Синяя 1882.

## История
Банкнота принадлежит к серии «Blue Notes», выпущенной в период между 1862 и 1882, банкноты из этой серии, являются аналогом первой современной французской банкноты.
С момента появления новой фотографической техники в период с 1848 по 1850 г., Банк Франции, в целях борьбы с фальшивомонетчиками работал над проектом банкноты с использованием цветных чернил. Использование синего цвета утверждено Банком в 1862 году.
Первой банкнотой с использованием синего цвета стала 1.000 франков Синяя, после которой 3 августа 1863 была утверждена данная банкнота.
Досрочное изъятие банкнот из обращения произошло 24 декабря 1885. Банкнота перестала быть законным платежным средством 2 января 1923.

## Описание
Банкнота была разработана пятью художниками: Гийом-Альфонс Гаран Кабассон (1814—1884), Пьер-Николя Бриссе, Адольф Паннемакер, Андре Ватье и Луи Масси.
На аверсе в левой части банкноты изображена богиня Церера, в правой части богиня Фортуна и бог Меркурий, которые олицетворяют сельское хозяйство и промышленность. В верхней части банкноты 14 херувимов. На реверсе в углах банкноты четыре головы богини Цереры, выполненные в качестве медальонов. Банкнота защищена водяным знаком в виде головы Меркурия.
В центре банкноты надпись «Banque de France», которая также напечатана каллиграфическим письмом в левой части банкноты.
Размер банкноты составляет 180 мм × 112 мм.
В августе 1877 года выпущено в обращение более 12 миллионов этих банкнот.

## Также
- Французский франк